# Anaspidacea
Ordre
Anaspidacea est un ordre de crustacés.

## Liste des familles
Selon ITIS (26 avr. 2010) :
- famille Anaspididae  Thomson, 1893
- famille Koonungidae  Sayce, 1908
- famille Psammaspididae  Schminke, 1974
- famille Stygocarididae  Noodt, 1963

Selon NCBI (26 avr. 2010) :
- famille Anaspididae
  - genre Allanaspides
  - genre Anaspides
  - genre Paranaspides
- famille Psammaspididae